# Ден-Боммел
Ден-Боммел (нід. Den Bommel) — село в нідерландській провінції Південна Голландія. Входить до муніципалітету Гуре-Оверфлакке.
Його площа становить 16,35 км², а населення станом на 2021 рік складало 1 705 осіб.
Перша згадка про населений пункт датується 1473 роком.
До 1966 року мало статус окремого муніципалітету.

## Галерея

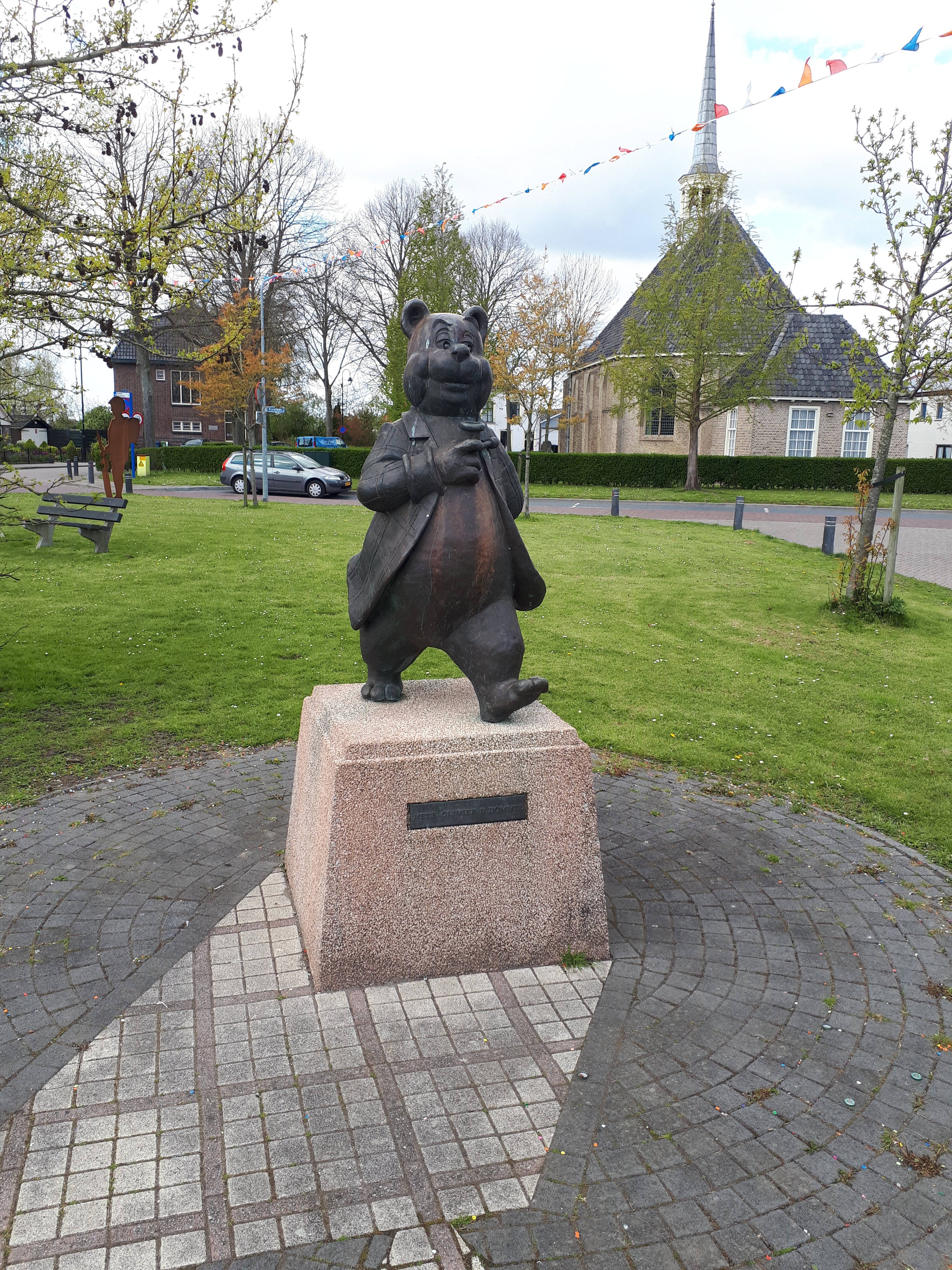
Статуя літературному герою Олівер Боммелу
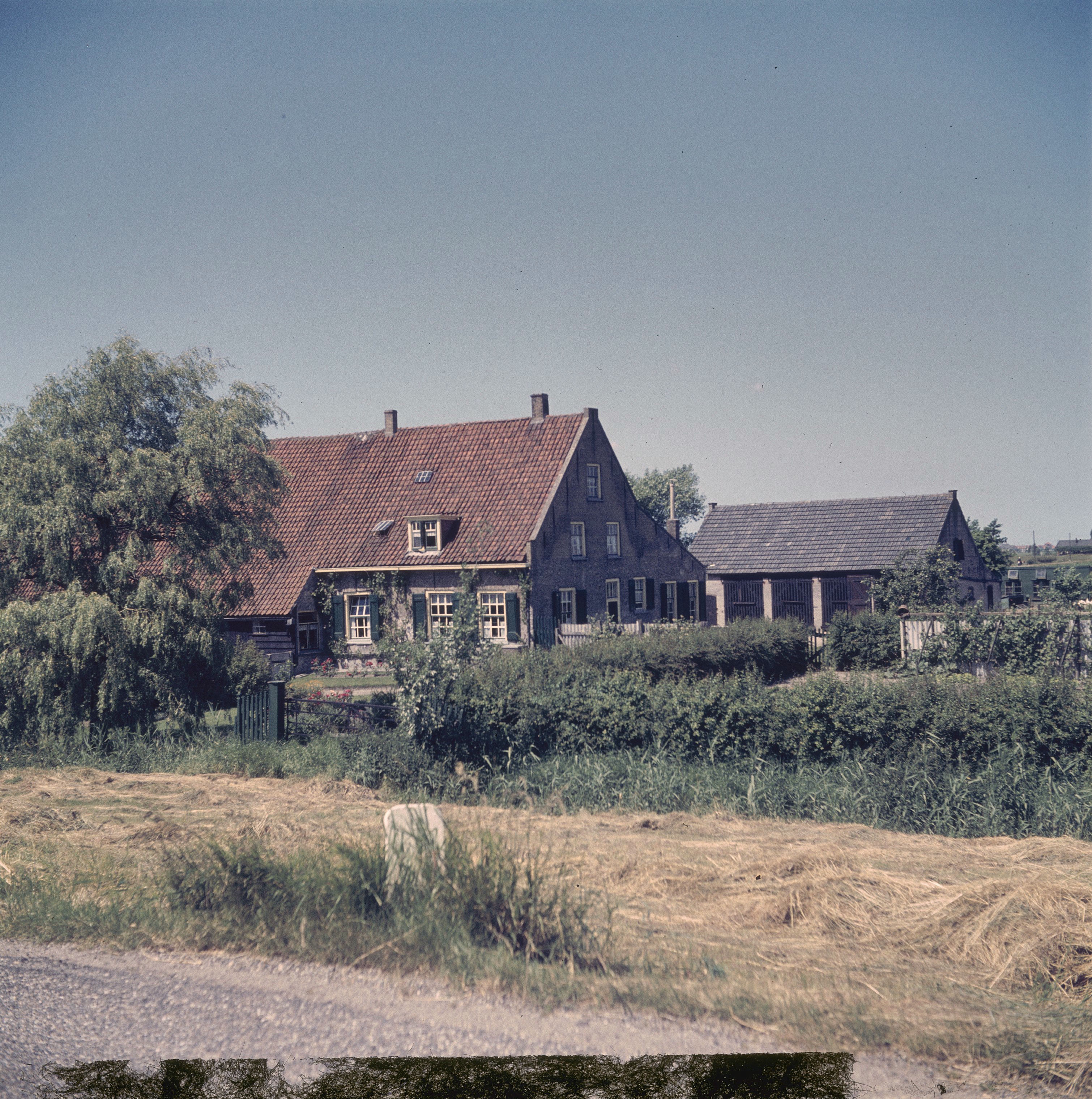
Ферма у селі
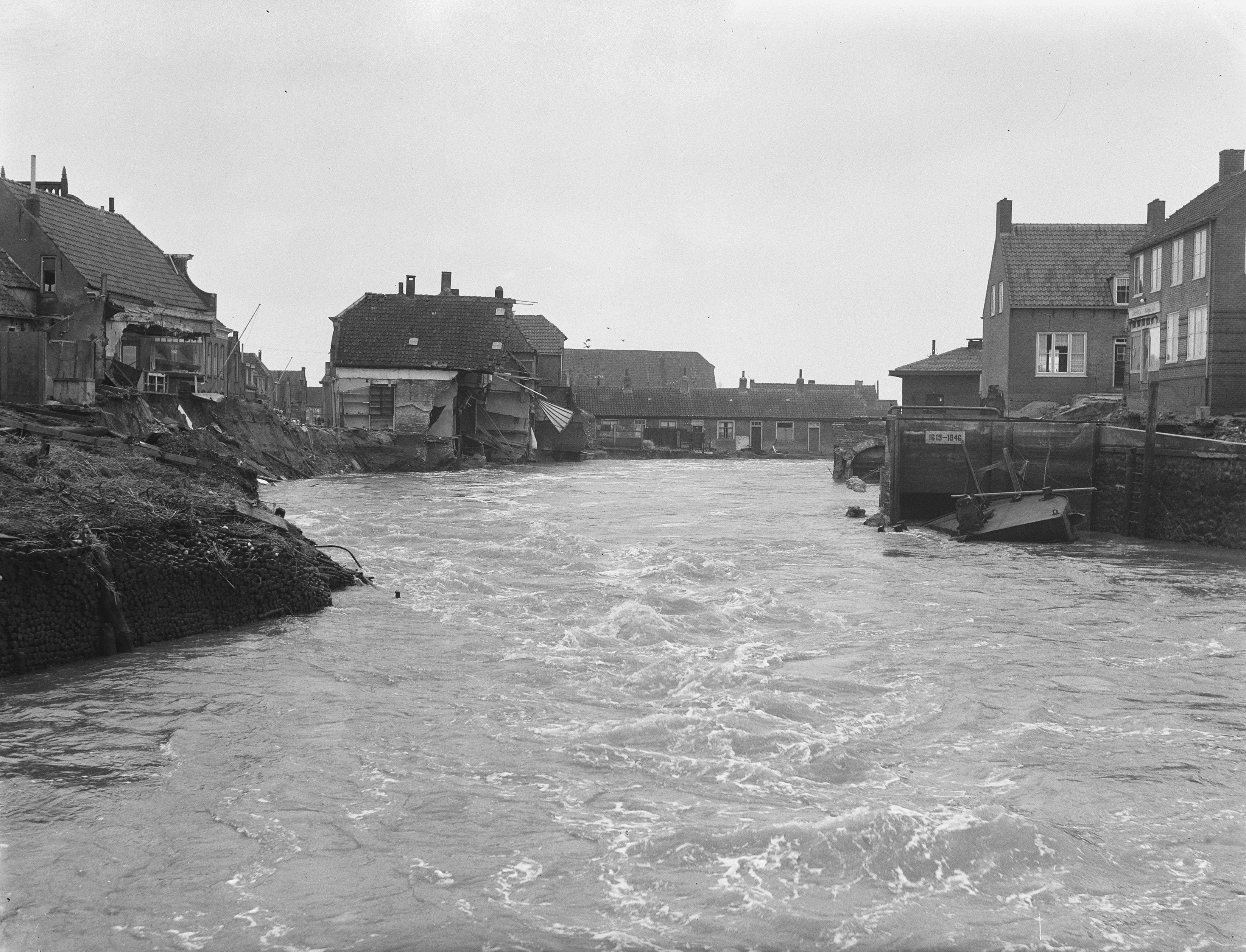
Повінь 1953 року
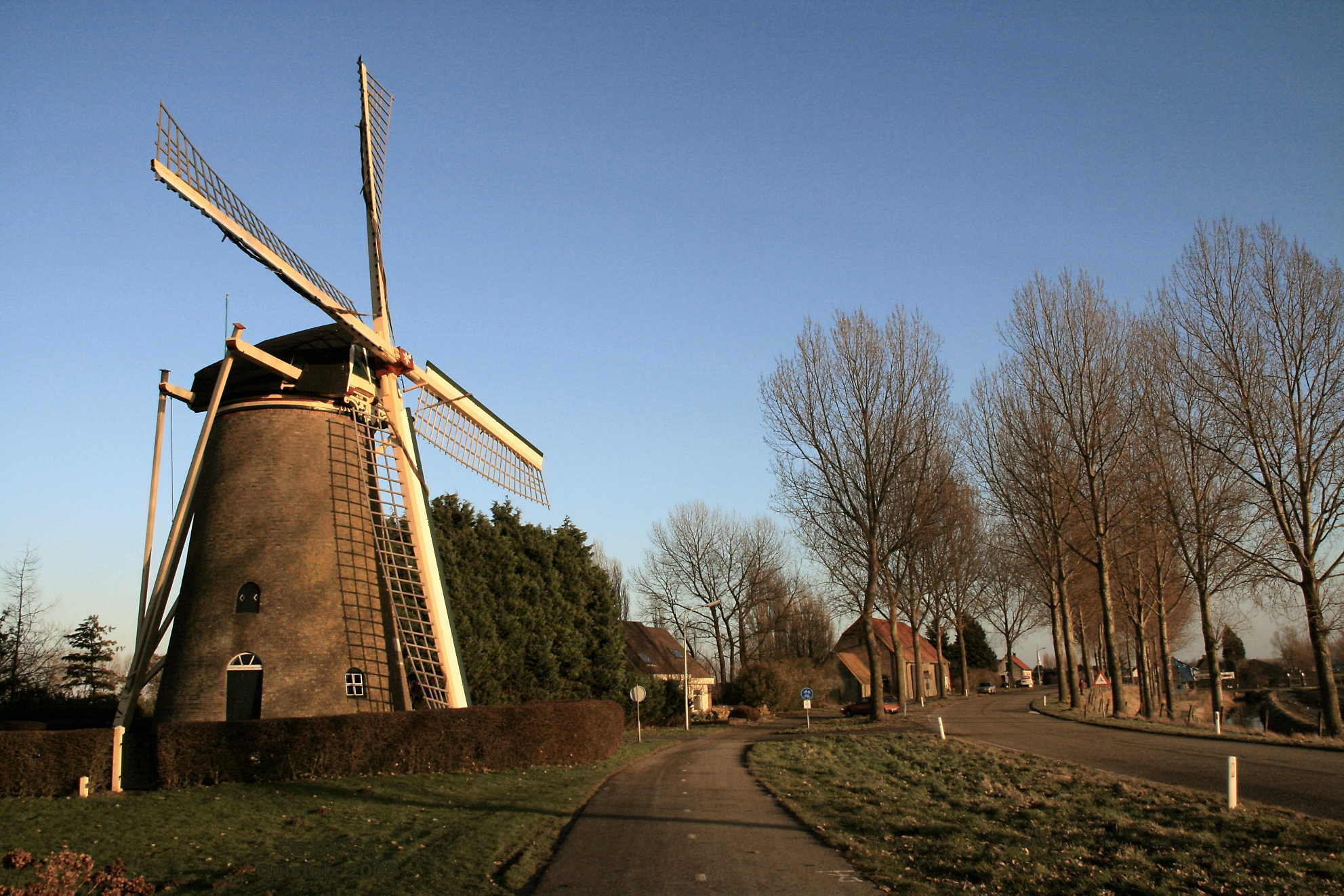
Вітряк De Bommelaer